# فيرنون بيكر
فيرنون بيكر (بالإنجليزية: Vernon Baker)‏ هو جندي أمريكي، ولد في 17 ديسمبر 1919 في شايان في الولايات المتحدة، وتوفي في 13 يوليو 2010 في ساينت ماريس في الولايات المتحدة.